# Sierra de las Moreras
Sierra de las Moreras este o arie protejată (sit de importanță comunitară — SCI) din Spania întinsă pe o suprafață de 2.504,21 ha, integral pe uscat.

## Localizare
Centrul sitului Sierra de las Moreras este situat la coordonatele 37°34′53″N 1°23′22″W / 37.5814°N 1.3894°V.

## Înființare
Situl Sierra de las Moreras a fost declarat sit de importanță comunitară în iulie 2000 pentru a proteja 28 de specii de animale.

## Biodiversitate
Situată în ecoregiunea mediteraneană, aria protejată conține 13 habitate naturale: Pajiști carstice calcaroase sau bazofile, de Alysso-Sedion albi, Tufărișuri halo-nitrofile (Pegano-Salsoletea), Pseudostepă cu ierburi și specii anuale de Thero-Brachypodietea, Pășuni mediteraneene udate de apa mării (Juncetalia maritimi), Galerii și tufărișuri riverane sudice (Nerio-Tamaricetea și Securinegion tinctoriae), Tufărișuri termo-mediteraneene și de pre-deșert, Vegetație anuală la limita mareei, Râuri mediteraneene cu debit permanent și vegetație de Glaucium flavum, Pante stâncoase calcaroase cu vegetație casmofită, Matorral arborescenți cu Zyziphus, Faleze cu vegetație de Limonium spp. endemic de pe coastele mediteraneene, Stepe sărăturate mediteraneene (Limonietalia), Matorral arborescenți cu Juniperus spp..
La baza desemnării sitului se află mai multe specii protejate:
- păsări (22): buha (Bubo bubo), Bucanetes githagineus, pasărea ogorului (Burhinus oedicnemus), ciocârlie-cu-degete-scurte (Calandrella brachydactyla), Caprimulgus ruficollis, prundăraș de sărătură (Charadrius alexandrinus), egretă mică (Egretta garzetta), șoim călător (Falco peregrinus), vânturel roșu (Falco tinnunculus), ciocârlan (Galerida cristata), Hieraaetus fasciatus, capîntortură (Jynx torquilla), ciocârlie de bărăgan (Melanocorypha calandra), muscar sur (Muscicapa striata), Oenanthe leucura, Pyrrhocorax pyrrhocorax, chiră de mare (Sterna sandvicensis), turturică (Streptopelia turtur), Sylvia conspicillata, silvie de tufiș (Sylvia undata), corcodel mic (Tachybaptus ruficollis), pupăză (Upupa epops)
- mamifere (5): liliac cu aripi lungi (Miniopterus schreibersii), liliac cu urechi de șoarece (Myotis blythii), liliac comun (Myotis myotis), liliacul mare cu potcoavă (Rhinolophus ferrumequinum), liliacul mic cu potcoavă (Rhinolophus hipposideros)
- reptile (1): Testudo graeca

Pe lângă speciile protejate, pe teritoriul sitului au mai fost identificate 23 de specii de plante, 11 specii de păsări, 1 specie de amfibieni, 3 specii de mamifere, 9 specii de reptile.